# Trastevere Calcio
Trastevere Calcio – włoski klub piłkarski, mający swoją siedzibę w stolicy kraju - Rzymie.

## Historia
Chronologia nazw:
- 1909: Società Sportiva Trastevere
- 1925: Trastevere Football Club
- 1946: Unione Sportiva Albatrastevere - po fuzji z Associazione Sportiva Albala
- 1968: Società Sportiva Trastevere
- 1979: Santa Maria in Trastevere
- 1987: Trastevere Calcio
- 2002: klub rozwiązano
- 2012: F.C. Trastevere Calcio
- 2013: A.S.D. Trastevere Calcio

Sportowy klub Trastevere został założony w Rzymie 30 sierpnia 1909 roku. Trastevere - to włoska nazwa dzielnicy Zatybrze. Na początku klub specjalizował się w wyścigach rowerowych i drogowych. 12 października 1925 jako Trastevere Football Club przyłączył się do włoskiej federacji F.I.G.C. i w sezonie 1925/26 startował w Quarta Divisione Lazio, gdzie zajął 3.miejsce i awansował do Terza Divisione Lazio. W sezonie 1927/28 po zajęciu pierwszego miejsca zdobył promocję do reorganizowanej drugiej klasy, zwanej Campionato Meridionale. Debiut w drugiej lidze był nieudany, po zajęciu 5.miejsca w grupie A został oddelegowany do Seconda Divisione. Jednak przed rozpoczęciem sezonu 1929/30 klub zrezygnował z rozgrywek w III klasie i następnie występował w rozgrywkach regionalnych pod patronatem U.L.I.C. Dopiero w sezonie 1932/33 wrócił do F.I.G.C., startując w regionalnej Terza Divisione Lazio. Potem ponownie przez 2 sezony grał w rozgrywkach organizowanych przez U.L.I.C. W sezonie 1935/36 po raz kolejny zagrał w Terza Divisione Lazio, w której zajął 3.miejsce w grupie A i zdobył awans do Prima Divisione Lazio. Do 1943 występował w czwartej klasie rozgrywek włoskiej piłki nożnej. Jednak potem działania wojskowe przeszkodziły w organizacji mistrzostw Włoch. W 1944 i 1945 brał udział w regionalnych rozgrywkach Campionato romano.
Po zakończeniu II wojny światowej w sezonie 1945/46 klub startował w Lega Nazionale Centro-Sud di Serie C, zajmując 4.miejsce w grupie C. W 1946 klub połączył się z Associazione Sportiva Albala i jako U.S. Albatrastevere startował w Serie B. Jednak zajął spadkowe 14.miejsce w grupie C i wrócił do Serie C. W 1948 spadł do Promozione Interregionale, a w 1957 do regionalnej Campionato Nazionale Dilettanti, które w 1960 zmieniło nazwę na Prima Categoria. W 1962 został oddelegowany do Seconda Categoria. W 1968 Albatrastevere został rozwiązany i ponownie założono Società Sportiva Trastevere. W 1973 klub awansował do Prima Categoria, a w 1976 do Promozione (V klasa), jednak po roku wrócił do Prima Categoria. W 1978 ponownie zdobył awans do Promozione, ale w 1979 klub zrezygnował z występów na IV poziomie i wrócił do rozgrywek regionalnych w Terza Categoria z nazwą Santa Maria in Trastevere. W 1980 awansował do Seconda Categoria, ale został zakwalifikowany do Prima Categoria. Do 1985 klub wahał się pomiędzy I, II a III Categoria. W sezonie 1985/86 występował w Promozione (6 klasa), ale znów spadł do rozgrywek regionalnych. W 1987 klub zmienił nazwę na Trastevere Calcio, a w 1988 ponownie awansował do Promozione. Po dwóch sezonach w 1990 na rok spadł do Prima Categoria. W 1993 wrócił znów do Prima Categoria. Potem klub przez problemy finansowe uczestniczył tylko w rozgrywkach juniorskich lub w Terza Categoria, a w 2002 został rozwiązany.
W 2012 klub został reaktywowany jako F.C. Trastevere Calcio. W sezonie 2012/13 startował w regionalnej Terza Categoria Roma. Latem 2013 roku klub z nową nazwą A.S.D. Trastevere Calcio wykupił miejsce ligowe od Maccarese 1934, a więc uzyskał możliwość udziału, po ponad dwudziestu latach, w mistrzostwie Promozione Lazio. Po zakończeniu sezonu 2013/14, w którym zajął 8.miejsce w grupie C Promozione Lazio, Trastevere pochłania zespół Ciampino, po czym został zakwalifikowany na sezon 2014/2015 do Eccellenza. W sezonie 2014/15 zwyciężył w grupie B Eccellenza Lazio i awansował do Serie D.

## Sukcesy

### Trofea międzynarodowe
Nie uczestniczył w rozgrywkach europejskich (stan na 31-12-2016).

### Trofea krajowe
| \| \| Zdobyte trofea w rozgrywkach Włoch (stan na: 31-05-2017) \| |                                                          |      |                   |
| Rozgrywki                                                         | Osiągnięcie                                              | Razy | Sezon(y)          |
| · Mistrzostwo                                                     | I miejsce                                                | 0    |                   |
| · Mistrzostwo                                                     | II miejsce                                               | 0    |                   |
| · Mistrzostwo                                                     | III miejsce                                              | 0    |                   |
| · Puchar                                                          | zdobywca                                                 | 0    |                   |
| · Puchar                                                          | finalista                                                | 0    |                   |
| II liga                                                           | I miejsce                                                | 0    |                   |
| II liga                                                           | II miejsce                                               | 0    |                   |
| II liga                                                           | III miejsce                                              | 0    |                   |
| II liga                                                           | 5.miejsce                                                |      | 1928/29 (grupa A) |
| Włochy                                                            | Zdobyte trofea w rozgrywkach Włoch (stan na: 31-05-2017) |      |                   |

## Stadion
Klub rozgrywa swoje mecze domowe na Trastevere Stadium (dawniej Stadio Vittorio Bachelet) w Rzymie (dzielnica Zatybrze), który może pomieścić 1000 widzów.